# Tamias bulleri
Tamias bulleri är en däggdjursart som beskrevs av J. A. Allen 1889. Den ingår i släktet jordekorrar och familjen ekorrar. Inga underarter finns listade i Catalogue of Life.

## Beskrivning
Pälsen är ljust olivgrå på sidor, skinkor och ovandelen av svansen. Färgen är mörkast på svansen, ljusast på nackens sidor. Svansens undersida är smutsgul i mitten med svarta kanter. Längs rygg och sidor har den fem mörkbruna till svarta band, med grå till nästan vita mellanrum. På huvudets sidor har den ett brett, vitt band omgivet av två smalare svarta band. Under ögat har den dessutom en svart och en vit strimma; bakom örat finns en stor, gråvit fläck. Hjässan är gråaktigt rödbrun, medan kinder, nosens sidor, fötternas ovansidor samt buken är smutsigt vita till ljust olivgrå. Kroppslängden varierar mellan 11,9 och 14,7 cm hos hanen, samt 12,7 till 14,4 cm hos honan. En svanslängd på 9,4 till 11,2 cm för hanen, 7,7 till 10,8 cm för honan tillkommer.

## Ekologi
Arten vistas i områden med tämligen torrt klimat som ligger mellan 2 400 och 2 610 meter över havet. På högre höjder lever den i blandskogar med tall och ek samt en del Abies religiosa. På lägre höjder finns den främst i ekskogar med buskartad undervegetation av bland annat Arctostaphylos pungens, Cercocarpus och Ceanothus. Bona grävs ut i marken eller inrättas i ihåliga träd.
Födan utgörs av blommor, enbär och unga växtskott. Parningen sker troligen i januari eller senare under våren. Honor dräktiga med två eller tre ungar har påträffats. Ungarna diar sin mor cirka en månad.

## Utbredning
Denna jordekorre förekommer i bergskedjan Sierra Madre i Mexiko i delstaterna södra Durango, västra Zacatecas och norra Jalisco. Arten har den sydligaste utbredningen för någon jordekorre.

## Status
IUCN kategoriserar arten globalt som sårbar, och populationen minskar. Främsta anledningen är det intensiva skogsbruk som förekommer i utbredningsområdet. Arten har dessutom en starkt fragmenterad utbredning.